# 衙前镇 (杭州市)
衙前镇，是中国浙江省杭州市萧山区下辖的一个镇，位于萧山区东部。辖区总面积19.8平方公里。

## 辖区
衙前镇辖有以下地区：
毕公桥社区、创业新村社区、螺山村、杨汛村、南庄王村、吟龙村、明华村、新林周村、衙前村、项漾村、四翔村、山南富村、凤凰村和浙江纺织采购博览城。